# 妙円尼
妙圓尼（みょうえんに）は、黒田職隆の娘で、黒田孝高の妹。俗名は、お虎。
弘治2年（1556年）、播磨国姫路にて生まれる。
黒田家家臣、尾上安右衛門武則の室となる。
戦にて夫を失ったあと、出家し筑前国博多住吉に甥の黒田長政より五十石を貰い受け、庵を結び出家した。心優しくしっかりした女性だったという。
「乗り物は僕夫のなやみと歩行し給う、信心篤く殊勝なる尼公なりしとかや」
（輿や駕籠を使えば担ぐ人が大変だろうから自分で歩いて行った）という逸話が筑前国続風土記に記述されている。 
戒名は昌林院殿法誉秋月妙圓大姉。墓所は秋月山昌林院妙円寺（福岡市博多区住吉）。
| スタブアイコン | サブスタブ | この項目は、まだ閲覧者の調べものの参照としては役立たない、人物に関連した書きかけの項目です。この項目を加筆・訂正などしてくださる協力者を求めています（P:人物伝/PJ:人物伝）。 |